# Daangn market Inc.
Daangn market Inc.는 당근 마켓을 제작한 회사이다.